# Höf und Haid
Höf und Haid ist ein Ortsteil der Gemeinde Flieden im Süden des osthessischen Landkreises Fulda.
Er liegt am Nordhang des Hessischen Landrückens. Die ehemals selbstständige Gemeinde ist nach Flieden selbst und Rückers der flächengrößte Ortsteil der Gemeinde Flieden.
Höf und Haid ist eine Streusiedlung, die aus den Weilern Berntal, Dirlosborn, Fuldaische Höfe, Haid, Katzenberg, Kautz, Laugendorf, Steinbruch, Stillerz und Untermühle besteht. Sie grenzt im Nordwesten an Stork, im Norden an Magdlos, im Nordosten an Flieden, im Osten an Rückers, im Süden an Klosterhöfe und im Westen an Wallroth.
Höf und Haid wurde im Jahre 1359 erstmals urkundlich erwähnt. 
Am 1. April 1972 wurde Höf und Haid in die Gemeinde Flieden eingegliedert.
Im Ortsbeirat ist nur die CDU vertreten. Bei den Kommunalwahlen 2021 erlangte die CDU die Mehrheit der Stimmen und verfügt so über die Mehrheit im Ortsbeirat. Ortsvorsteher ist Oliver Pappert (CDU).